# 울지마, 하라짱
《울지마, 하라 짱》(泣くな、はらちゃん 나쿠나, 하라짱[*])은 2013년 1월 19일부터 3월 23일까지 닛폰 TV의 《토요 드라마》 시간대에 방송된 텔레비전 드라마이자 극중에 등장하는 가공의 만화이다. 주연은 나가세 토모야이며 오카다 요시카즈가 각본을 썼다.
여주인공이 그린 만화의 주인공이 현실 세계에 나타나 창조주인 여주인공과 사랑에 빠지는 판타지 작품이다.

## 개요

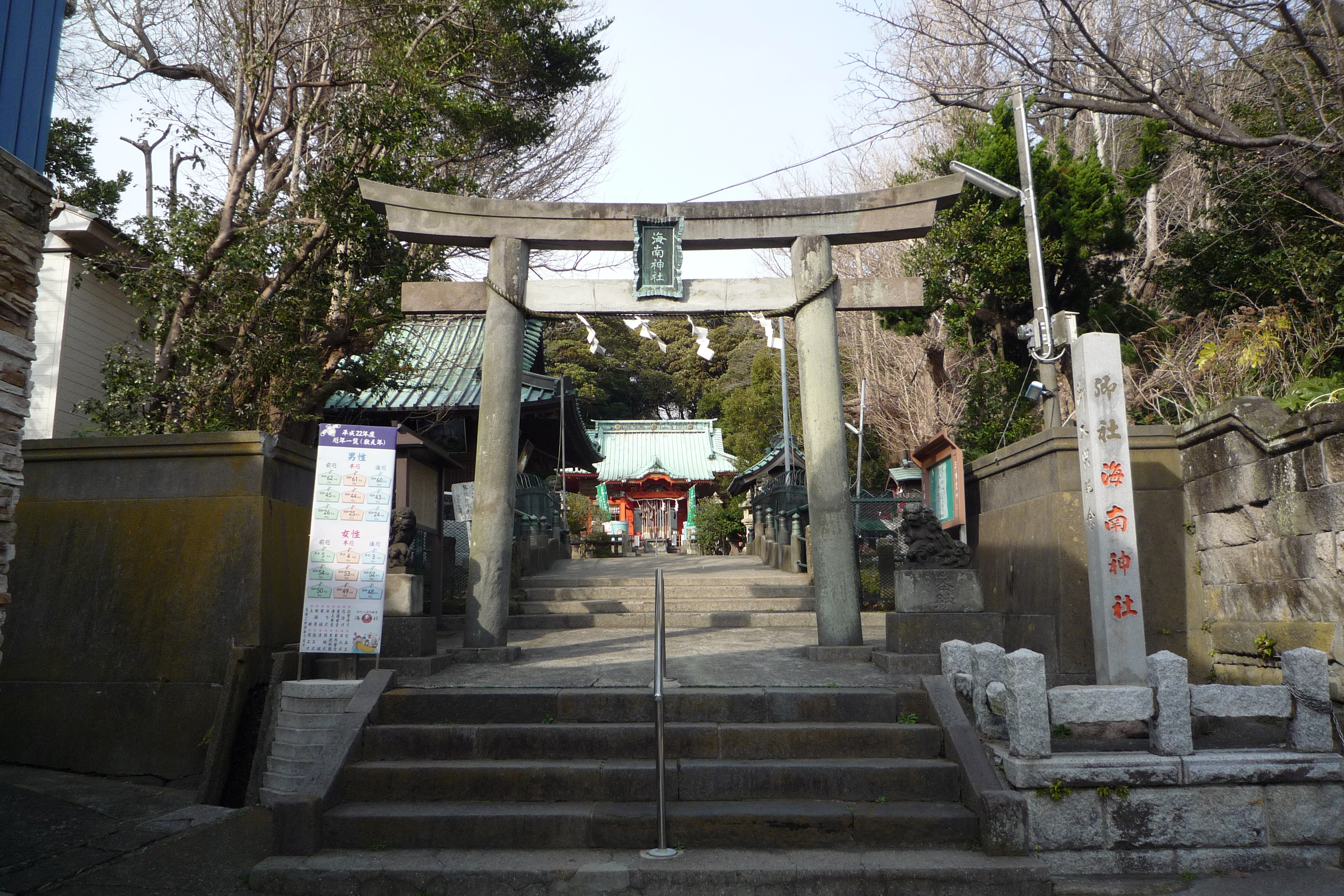
촬영지 중 한 곳인 카이난 신사

만화 〈울지마, 하라 짱〉의 주인공·하라 짱은 어느 날, 만화 안을 빠져나가 현실의 세계로 와 버린다. 처음으로 보는 세계에서 하라 짱은 한 여성·에치젠 상을 사랑하지만 그녀는 〈울지마, 하라 짱〉을 그린 작자였다.

## 줄거리
카마보코 공장인 후나마루 수산에서 일하는 독신여성 에치젠 상은 수수하고 운 없이, 손해만 보며 살고있다.

## 등장인물
방송 개시 시점에서는 일부의 인물을 제외해, 본명이 분명하지 않다.

### 만화 〈울지마, 하라 짱〉의 세계
하라 짱 - 나가세 토모야 (TOKIO)
만화의 주인공. 빨간 점퍼와 청바지·스니커즈 모습으로 기타를 짊어진 남성. 감정의 기복이 격렬하고 눈물이 많은 성격. 만화에서는 언제나 에치젠 상의 푸념을 대변하고 있다.
유키네 (유키 누나) - 오쿠누키 카오루
선술집의 카운터에서 혼자 잠시 멈춰서는 손님. 만화에서는 언제나 하라 짱에게 폭력 행위를 부추기는 발언을 하지만, 본심은 가끔씩은 적극적인 것을 말하고 싶다고 생각하고 있다. 과거에 현실의 세계에 갔던 적이 있다고, 하라 짱에게 말한다.
마키히로 - 카쿠 켄토
하라 짱의 술 동료 중 1명. 만화에서는 언제나 하라 짱의 푸념에 동조하고 있다.
앗쿤 - 시미즈 유타카
하라 짱의 술 동료 중 1명. 만화에서는 언제나 하라 짱에게 술을 권한다.
와라이 오지상 (웃음 아저씨) - 코모토 마사히로
하라 짱 무리 근처 자리의 손님. 만화에서는 언제나 소리를 높여 웃고 있지만, 본심은 이름이 없는 데다가 웃겨지고 있을 뿐인 자신에게 불만을 가지고 있다.

### 현실 세계

#### 후나마루 수산 미사키 공장
미사키정에 있는 어묵 제조 공장.
에치젠 상 (31) - 아소 쿠미코
생산 라인에 근무하는 여성. 꼼꼼하고 근무 태도는 성실하지만, 용모는 수수하고 자기 주장도 하지 못하고 직장에서 불합리한 처사를 받아, 언제나 갖은 원망을 안고 있다. 노트에 만화 〈울지마, 하라 짱〉을 집필해 스트레스를 발산하고 있다. 주위에서는 에치젠 상(에치젠 씨)라고 부르고 있지만, 아래의 이름은 밝혀지지 않고 있다.
타나카 (28) - 마루야마 류헤이 (칸쟈니∞)
젊은 남성 사원. 파트인 아줌마들에게 인기가 있다. 은밀하게 에치젠 상에게 마음을 접근하고 있다. 명자밖에 밝혀지지 않고 있다.
콘노 키요미 (20) - 쿠츠나 시오리
에치젠 상의 동료.
나가누마 (59) - 이나가와 미요코
에치젠 상의 동료.
야구치 유리코 (44) - 야쿠시마루 히로코
생산 라인의 파트 리더.
타마다 (50) - 미츠이시 켄
공장장. 어묵을 각별히 사랑하고 있다.

### 에치젠 상의 가족
히로시 (20) - 스다 마사키
에치젠 상의 남동생. 에치젠 상의 만화 노트를 마음대로 방 창문에 내던졌던 것이 계기로, 하라 짱이 현실 세계에 출입할 수 있게 된다.
히데코 (62) - 시라이시 카요코
에치젠 상의 모친.

### 그 외
경관 (44) - 코마츠 카즈시게
미사키 중앙 파출소.

## 스태프
- 각본 - 오카다 요시카즈
- 연출 - 스가와라 신타로, 카리야마 슌스케, 마츠야마 마사노리
- 프로듀서 - 오오히라 후토시(CP), 카와노 히데히로, 코이즈미 마모루, 하기와라 마키
- 만화 - 비브오
- 제작 - 닛폰 TV

## 주제가
- TOKIO 〈リリック 리릭〉 (제이 스톰)

## 부제
| 각 화                                                       | 방송일          | 부제                            | 연출              | 시청률 |
| ----------------------------------------------------------- | --------------- | ------------------------------- | ----------------- | ------ |
| 제1화                                                       | 2013년 1월 19일 | 당신이 웃으면, 세계는 빛납니다! | 스가와라 신타로   | 12.9%  |
| 제2화                                                       | 2013년 1월 26일 | 사랑했지만 짝사랑               | 스가와라 신타로   | 10.3%  |
| 제3화                                                       | 2013년 2월 2일  | 서로 좋아하게 되는 방법         | 카리야마 슌스케   | 9.7%   |
| 제4화                                                       | 2013년 2월 9일  | 눈물의 밸런타인                 | 카리야마 슌스케   | 9.3%   |
| 제5화                                                       | 2013년 2월 16일 | 더이상 만날 수 없는거야?        | 스가와라 신타로   | 9.7%   |
| 제6화                                                       | 2013년 2월 23일 | 가족이 됩시다                   | 마츠야마 마사노리 | 11.0%  |
| 제7화                                                       | 2013년 3월 2일  | 언제나 함께                     | 카리야마 슌스케   | 9.3%   |
| 제8화                                                       | 2013년 3월 9일  | 신의 수수께끼의 진상            | 스가와라 신타로   | 9.9%   |
| 제9화                                                       | 2013년 3월 16일 | 2명이 선택한 결말               | 카리야마 슌스케   | 9.3%   |
| 최종화                                                      | 2013년 3월 23일 | 나의 세계                       | 스가와라 신타로   | 10.3%  |
| 평균 시청률 10.2% (시청률은 간토 지구·비디오 리서치사 조사) |                 |                                 |                   |        |

## 관련 상품
사운드트랙
닛폰 TV계 토요 드라마 〈울지마, 하라 짱〉 오리지널 사운드트랙
2013년 2월 20일, 밥으로부터 발매. 전 21곡 수록.
시나리오 책
월간 《드라마》 2013년 3월호 (에가진샤)
1·2·3화의 시나리오를 게재.
울지마, 하라 짱 시나리오 BOOK (닛폰 TV 방송망)
전 10화의 시나리오와 에치젠 상의 만화 노트를 수록. 2013년 3월 21일 발매.